# Walerian Zubow
Walerian Aleksandrowicz Zubow (ur. 1771, zm. 1804) – rosyjski wojskowy. Jego braćmi byli Nikołaj Zubow i Płaton Zubow.

## Życiorys
Służbę oficerską rozpoczął w pułku preobrażeńskim  gwardii, potem w gwardii konnej. Jego starszy brat Płaton Zubow, faworyt Katarzyny II, wspomógł jego karierę. W roku 1789 Zubow awansował na podpułkownika, następnie brał udział w wojnie rosyjsko-tureckiej (1787-1792),wojnie rosyjsko-perskiej (1796), kampanii przeciwko Polsce i przeciwko insurekcji kościuszkowskiej (jako już generał-major), w czasie których stracił nogę. Nowy car, Paweł I Romanow, zwolnił go ze służby, ale w 1800 roku powołał na dyrektora II. Korpusu Kadetów i zwrócił skonfiskowany wcześniej majątek. Zubow poparł spisek na życie Pawła I.